# Xóchitl Hamada
Xóchitl Guadalupe Hamada Villarreal (ソーチル・グアダルーペ・ハマダ・ビジャレアル Sōchiru Guadarūpe Hamada Bijarearu?, Nuevo Laredo, 1 de mayo de 1970) es una luchadora profesional semirretirada japonesa-mexicana. Es hija del luchador profesional japonés Gran Hamada, hermana del luchador Ayako Hamada y cuñada de Tiger Mask IV. Estuvo casada con el luchador mexicano Silver King y actualmente está casada con el luchador mexicano Pentagón Black. Ha trabajado la mayor parte de su carrera de lucha libre profesional en México, haciendo apariciones ocasionales en el país natal de su padre, Japón. Ha trabajado para las dos empresas de lucha libre más grandes de México, el Consejo Mundial de Lucha Libre (CMLL) y Asistencia Asesoría y Administración (AAA). Ha sido poseedora del Campeonato Mundial Femenil del CMLL y fue la primera Reina de Reinas de AAA.

## Carrera de lucha libre profesional
Xóchitl Hamada hizo su debut en la lucha libre profesional en 1986, contando entre sus entrenadores con su padre, Gran Hamada, Blue Panther y el patriarca de la familia de luchadores Nieves, Shadito Cruz. Después de trabajar tanto en Japón como en su México natal, Hamada comenzó a trabajar para el Consejo Mundial de Lucha Libre (CMLL) a principios de la década de 1990 cuando la compañía comenzó a construir una división femenil. El 21 de marzo de 1993, Hamada derrotó a Bull Nakano para convertirse en la segunda Campeona Mundial Femenil del CMLL. El reinado de Hamada con el título duró casi siete meses antes de ser derrotada por la ruda (villana) La Diabólica el 10 de octubre de 1993. Aunque Hamada recibió numerosas revanchas, nunca logró recuperar el campeonato. A mediados de la década de 1990, el interés del CMLL en la división femenil disminuyó, dejando a Hamada y otras luchadoras con muy poco trabajo regular.
En 1997, Xóchitl Hamada decidió dejar CMLL y comenzó a trabajar para su promoción rival Asistencia Asesoría y Administración (AAA) que tenía una división femenil más activa. En el evento Verano de Escándalo de AAA de 1997, Hamada se asoció con La Pracicante, perdiendo una lucha por equipos de Relevos Suicidas ante Martha Villalobos y Sexi Boom. Según las reglas de Relevos Suicidas, Hamada y La Practicante tuvieron que luchar entre sí en una Lucha de Apuestas con sus cabelleras en juego. Hamada derrotó a La Practicante y le afeitó la cabellera a su competidora después del combate. Tres meses después, Hamada hizo equipo con Lady Discovery, Lady Luxor y Lady Venum (una versión femenina del grupo Los Cadetes del Espacio) para derrotar a La Fugitiva, La Migala, La Practicante y Martha Villalobos en la cartelera de Guerra de Titanes de 1997. mostrar. Un año después de luchar en un combate de Relevos Suicidas en el Verano de Escándalo de 1997, participó en otro en el espectáculo Verano de Escándalo de ese año. Una vez más Hamada y su compañera, esta vez Rossy Moreno, perdieron el encuentro al ser derrotadas por Alda Moreno y Miss Janeth. El Lucha de Apuesta dejó calva a Rossy Moreno luego de que Xóchitl Hamada volvió a triunfar. La lucha en Verano de Escándalo fue el resultado de una disputa histórica de larga data entre Hamada y la familia Moreno (Rossy, Alda y Esther Moreno). El 19 de febrero de 1999, Hamada ganó el primer torneo Reina de Reinas de AAA luego de que derrotó a Janeth, Rossy Moreno y Esther Moreno en un combate de cuatro vías en la final. La disputa Hamada/Moreno continuó en 1999 cuando la familia Moreno derrotó a La Migala, Miss Janeth y Hamada en el show Rey de Reyes de ese año.
En Triplemanía VII Hamada compitió en un combate intergénero contra Pentagón, su esposo en la vida real, combate que perdió por descalificación cuando le arrancó la máscara a Pentagón durante el combate. La disputa familiar Hamada / Moreno continuó hasta el nuevo milenio, cuando Hamada y Pentagón fueron a un conteo doble contra Esther Moreno y El Oriental (también un Moreno) en Triplemanía VIII en Tokio, Japón. Su larga disputa con la familia Moreno se extendió más allá de Hamada, quien dejó AAA a mediados de la década de 2000 mientras continuaba luchando contra varios hermanos Moreno en el circuito independiente. Cuando Cynthia Moreno y El Oriental dejaron AAA en 2009, Hamada reanudó la lucha con el equipo de hermanos en combates en equipos mixtos, formando equipo con Pentagón Black.

## Vida personal
Hamada es hija del luchador profesional Gran Hamada, así como hermana de la luchadora Ayako Hamada y tiene al menos otra hermana. Ella es la excuñada de Tiger Mask IV que estaba casado con una hermana que no es luchadora profesional. Durante muchos años Hamada estuvo casada con César Cuauhtémoc González, quien luchó como «Silver King» y juntos tienen un hijo que aspira a luchar como «Silver King Jr.» algún día. Actualmente está casada con el luchador profesional José Mercado López, quien luchó como «Pentagón Black».

## Campeonatos y logros
- Asistencia Asesoría y Administración
  - Campeonato Reina de Reinas de AAA (1 vez) [6]
- Consejo Mundial de Lucha Libre
  - Campeonato Mundial Femenil del CMLL (1 vez) [2] [13]

### Récord deLuchas de Apuestas
| Ganadora (apuesta)                          | Perdedora (apuesta)        | Ubicación                 | Evento                      | Fecha                    | Notas |
| ------------------------------------------- | -------------------------- | ------------------------- | --------------------------- | ------------------------ | ----- |
| Xóchitl Hamada (cabellera)                  | Oyuki (máscara)            | Guatemala                 | Evento en vivo              | N/A                      |       |
| Xóchitl Hamada (cabellera)                  | La Alondra (máscara)       | Celaya, Guanajuato        | Evento en vivo              | N/A                      |       |
| Xóchitl Hamada (cabellera)                  | La Infernal (máscara)      | N/A                       | Evento en vivo              | N/A                      |       |
| Xóchitl Hamada (cabellera)                  | La Practicante (cabellera) | Tonalá, Jalisco           | Verano de escándalo         | 14 de septiembre de 1997 | [ 3 ] |
| Xóchitl Hamada (cabellera)                  | Rossy Moreno (cabellera)   | Ciudad Madero, Tamaulipas | Verano de Escándalo         | 18 de septiembre de 1998 | [ 5 ] |
| Pentagón Black y Xóchitl Hamada (cabellera) | Rossy Moreno (cabellera)   | Evento en vivo            | Naucalpan, Estado de México | 5 de marzo de 2000       |       |
| Ayako Hamada (cabellera)                    | Xóchitl Hamada (cabellera) | Tokio, Japón              | Evento en vivo              | 24 de diciembre de 2000  |       |